# Hattfjelldal
Hattfjelldal {Zuid-Samisch:Aarborte) is een plaats en gemeente in de Noorse provincie Nordland. De gemeente omvat een deel van het Nationaal park Børgefjell.  De gemeente telde 1414 inwoners in januari 2017.

## Plaats
De gelijknamige plaats Hattfjelldal telt 640 inwoners (2007). In dit dorp staat een lagere school waar in het Zuid-Samisch les wordt gegeven.
Alstahaug · Andøy · Beiarn · Bindal · Bø · Bodø · Brønnøy · Dønna · Evenes · Fauske · Flakstad · Gildeskål · Grane · Hadsel · Hamarøy · Hattfjelldal · Hemnes · Herøy · Leirfjord · Lødingen · Lurøy · Meløy · Moskenes · Narvik · Nesna · Øksnes · Rana · Rødøy · Røst · Saltdal · Sømna · Sørfold · Sortland · Steigen · Træna · Værøy · Vågan · Vefsn · Vega · Vestvågøy · Vevelstad

Fylker van Noorwegen